# Eho Baluta
Eho Baluta is een bestuurslaag in het regentschap Nias Selatan van de provincie Noord-Sumatra, Indonesië. Eho Baluta telt 502 inwoners (volkstelling 2010).